# Kanton Saint-Denis-1 (Réunion)
Saint-Denis-1 is een kanton van het Franse overzees departement Réunion. Het kanton maakt deel uit van het arrondissement Saint-Denis.
Het kanton omvat uitsluitend een deel van de gemeente Saint-Denis.
Bij de herindeling van de kantons bij decreet van 24 februari 2014,  met uitwerking op 22 maart 2015, werd de verdeling van Saint-Denis  over zijn kantons aangepast. 